# Francesc Climent Sapera
Francesc Climent Petri, dit "Sapera" (Torreblanca, 1349 - Barcelona, 18 de desembre de 1430), va ser un religiós valencià, bisbe de Mallorca (1403-1407), administrador del Bisbat de Tarassona (1404-1407), bisbe de Tortosa (1407-10), bisbe de Barcelona (1410-15; administrador 1419-29), arquebisbe de Saragossa (1415-19; 1429-30) i Patriarca de Jerusalem (1419-1430).

## Biografia
Fill de Francesc Climent i Sança Petri, d'origen valencià, neix a Torreblanca l'any 1349. Fou ordenat sacerdot molt probablement a València. El 20 d'agost de 1379 fou nomenat canonge de la catedral de Barcelona, més tard acumulà canongies a Calataiud (1380), Mallorca (1390), Sogorb (1390), i a la catedral de València, capellà de Vinaròs (1383), ardiaca del Penedès (1392), i prior de Daroca (1395). Quan en 1394 és elegit papa Pedro de Luna com a Benet XIII, a Avinyó ostenta diferents càrrecs de la cúria i en 1395, Benet el nomena tresorer general seu; en 1396 l'envia a l'Aragó com a nunci papal (ambaixador). Més tard (1401) el papa el nomena nunci papal a la cort de Castella, on resideix habitualment realitzant els encàrrecs propis d'ambaixador i tresorer papal.
En 1403 és nomenat bisbe de Mallorca sense que prengui mai possessió; en 1404 és administrador del Bisbat de Tarassona i el 20 de juny de 1407, bisbe de Tortosa.
El 26 de febrer de 1410, Benet XII (el Papa Luna) el nomena bisbe de Barcelona, on prendrà possessió l'11 de maig. Benet XIII l'envia com a ambaixador extraordinari al Parlament de Tortosa (1411), on es discuteix l'elecció de nou rei per a la Corona d'Aragó, sortint elegit ambaixador del Parlament per rebre la sentència de Casp (1412). Assistí a la coronació a Saragossa del rei Ferran I.
El 13 de novembre de 1415 el papa Benet XIII decideix traslladar al bisbe Climent a l'arquebisbat de Saragossa, prenent possessió el 29 de novembre de 1415. Quan Alfons el Magnànim es declara favorable al papa Martí V, manté la fidelitat a Benet XIII fins a 1418. Tingué un gros enfrontament amb el nunci del nou papa en el Concili de Lleida (1418). Quan la influència efectiva de Benet XIII és més baixa i es troba assetjat a Peníscola, Climent forma part d'una ambaixada de grans jerarques de l'església de l'Aragó que li demanen que cedeixi el Papat per a no causar més dolor.
Ja en l'obediència romana, el 7 de juny de 1419, el papa Martí V li treu l'arquebisbat saragossà per a nomenar-lo administrador perpetu de la diòcesi de Barcelona, on pren possessió personalment el 23 de gener de 1420. Amb tot, per la seua participació en la resolució del Cisma d'Occident el mateix 7 de juny també el nomena Patriarca de Jerusalem. Els dos càrrecs els trobarà ocupats i li costarà aconseguir els seus drets.
Les ocupacions com a ambaixador de Benet XIII i de tresorer papal li impediren, d'ordinari, residir en les respectives diòcesis fins a la seva tornada obligada a Barcelona. Durant el seu mandat va donar grans sumes de diners per a les obres de la catedral de Barcelona, tancant el mur de la façana principal, cobrint tots els sostres que faltaven fer i construint totes les capelles d'un costat del claustre. Es podria dir que va conclure (quasi tot) l'edifici. Durant els dos períodes de Barcelona, es van realitzar visites pastorals en 1413-4, en 1421 i en 1425,i el seu tipus de formulari va servir com a model durant segles.
En 1429, mort l'arquebisbe de Saragossa Alonso de Argüello, el capítol d'aquella catedral l'acceptà de bon grat, i el 4 de novembre el confirmà el papa Martí V. No pogué prendre possessió, ja que, molt vell, morirà mesos més tard (18 de desembre de 1430) estant encara a Barcelona.
La seva vida virtuosa i la gran quantitat d'obres de caritat que va fer li valgueren fama de santedat, i el capítol i la ciutat de Barcelona li dedicaren honors al seu funeral: el capítol creà quatre aniversaris perpetus en memòria seva, i 150 anys després de la seva mort, encara li feien una missa diària.
Fou sebollit al terra de la capella de Sant Climent de la catedral de Barcelona (número 37, avui capella de la Immaculada Concepció, que ell havia promogut). Probablement en data de 1620 el desenterraren i pujaren a les "galeries". En 1672, s'obrí el sepulcre i se'n trobà el cos incorrupte, que fou exposat al públic dotze dies, començant una certa veneració. Dins del segle xix, li volgueren fer un mausoleu, dipositant les restes, encara incorruptes, el 18 de novembre de 1899. El sarcòfag (d'August Font), situat a la paret de l'esmentada capella de Sant Climent, té tres curiosos errors en la grafia: la data de l'òbit (hauria de ser 18 de desembre), les creus de l'escut (haurien de ser "apuntades"), i el cognom (hauria de ser "Clementis" en lloc de "Clemens").
El 2021 la població de Torreblanca li va dedicar un monument en honor seu, a l'accés al calvari.

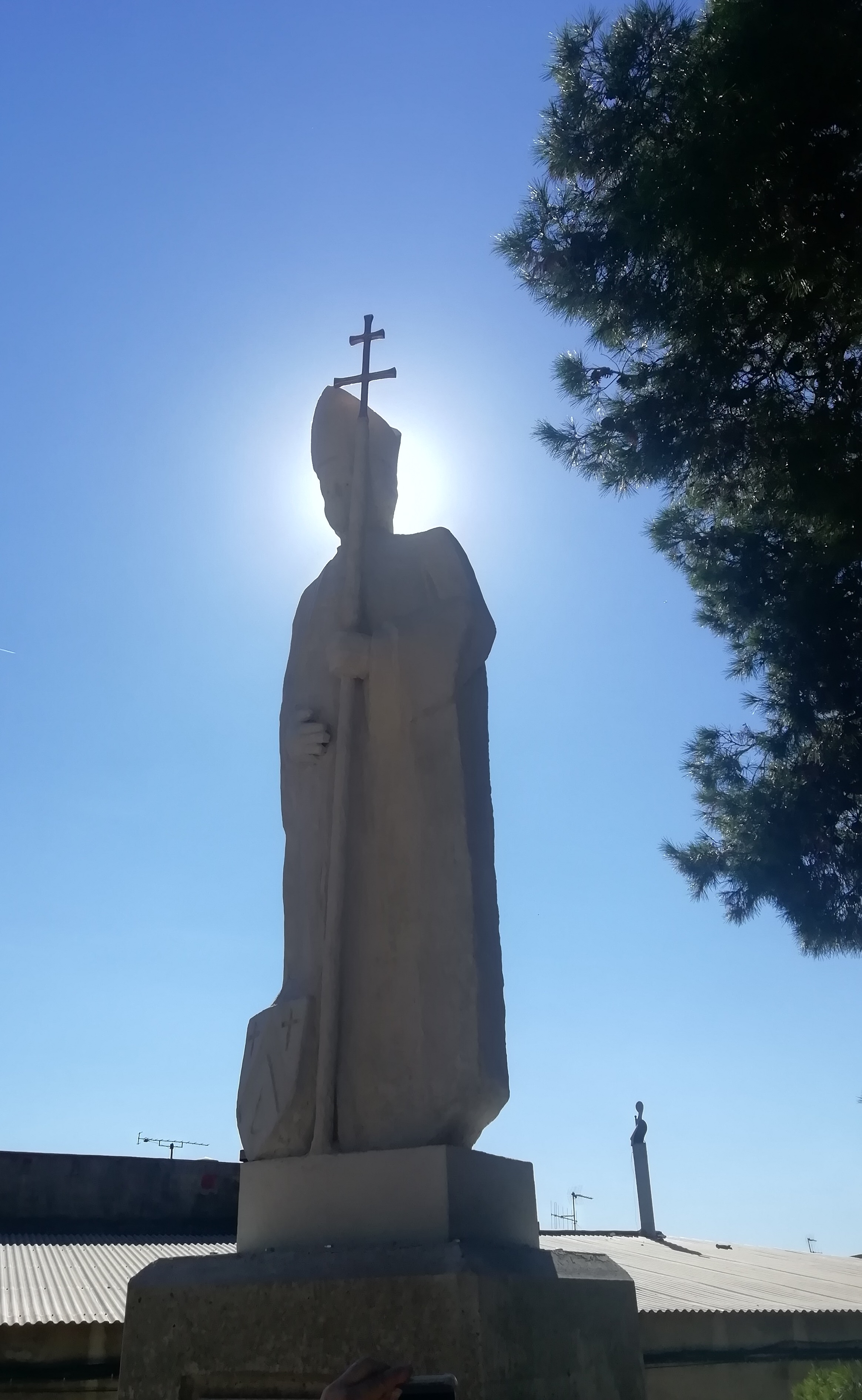
Monument a Francesc Climent inaugurat a Torreblanca (Castelló, Espanya) el 23 d'octubre de 2021